# Giovanni Evangelista Pallotta
Giovanni Evangelista Pallotta (Caldarola, febbraio 1548 – Roma, 22 agosto 1620) è stato un cardinale italiano.
Figlio di Desiderio Pallotta e di Domenica Cianfortini, primogenito di cinque figli, divenne punto di riferimento della sua famiglia, ma anche del suo paese di origine, Caldarola che grazie alle sue abili doti politico-organizzative, da castrum vetus divenne una città moderna, rinnovata dal punto di vista urbanistico, politico e culturale.
Fu nominato cardinale della Chiesa cattolica da papa Sisto V.
Fu lo zio del cardinale Giovanni Battista Maria Pallotta (figlio di suo fratello Martino). Altri due membri della famiglia furono proclamati cardinali: Guglielmo Pallotta e Antonio Pallotta.

## Biografia
In gioventù studiò teologia e diritto canonico a Macerata.
Fu ordinato sacerdote e nel 1573 divenne rettore della Chiesa di San Martino a Caldarola.
Il cardinale Felice Peretti lo fece canonico di Santa Maria Rotonda, in Roma, ovvero del Pantheon e quando il Peretti divenne papa, lo creò canonico della Basilica di San Pietro, segretario dei memoriali, datario e arcivescovo di Cosenza il 9 settembre 1587; il 18 dicembre 1587 lo fece cardinale col titolo di San Matteo in Merulana, poi pro-datario ed arciprete della stessa Basilica Vaticana.
Passò poi al titolo di San Lorenzo in Lucina, nel 1611, sotto il pontificato di Paolo V ottenne il titolo di Frascati e nel 1620 quello del Portogallo
Intervenne a 6 conclavi, partecipando all'elezione di Urbano VII, Gregorio XIV, Innocenzo IX, Clemente VIII, Leone XI e Paolo V.
Morì il 22 agosto 1620 all'età di 72 anni.

## Genealogia episcopale e successione apostolica
La genealogia episcopale è:
- Cardinale Scipione Rebiba
- Cardinale Giulio Antonio Santori
- Cardinale Girolamo Bernerio, O.P.
- Cardinale Costanzo Torri, O.F.M.Conv.
- Cardinale Giovanni Evangelista Pallotta

La successione apostolica è:
- Vescovo Pietro Capullio, O.F.M.Conv. (1605)
- Vescovo Raffaele da Riva, O.P. (1605)
- Vescovo Giulio Ruffo (1605)
- Vescovo Tiberio Mandosi (1606)
- Vescovo Leonardo Tritonio (1609)
- Vescovo Filippo Bigli, C.R. (1610)